# Rony Khawam
Ronald „Rony” Khawam (arab. ‏رونالد خوام‎; ur. 8 września 1964) – libański judoka. Dwukrotny olimpijczyk. Zajął dziewiętnaste miejsce w Los Angeles 1984 i 33. miejsce w Seulu 1988. Startował w wadze lekkiej.

## Letnie Igrzyska Olimpijskie 1984
| Konkurencja | Eliminacje               | Klas. końcowa |
| Konkurencja | Przeciwnik I             | Miejsce       |
| ----------- | ------------------------ | ------------- |
| 71 kg       | Hassan Ben Gamra (TUN) P | 19.           |

## Letnie Igrzyska Olimpijskie 1988
| Konkurencja | Eliminacje            | Klas. końcowa |
| Konkurencja | Przeciwnik I          | Miejsce       |
| ----------- | --------------------- | ------------- |
| 71 kg       | Kerrith Brown (GBR) P | 33.           |